# Rhipidura albogularis
El abanico pechipinto (Rhipidura albogularis) es una especie de ave paseriforme de la familia Rhipiduridae propia de la India. Anteriormente se consideraba una subespecie del abanico gorgiblanco.

## Descripción

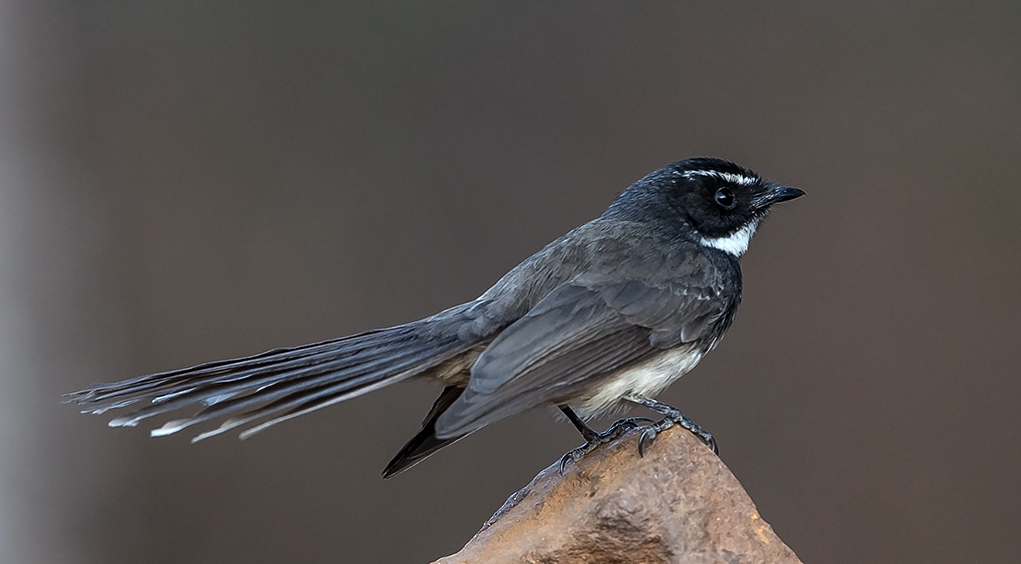
Adulto en Bangalore.

El adulto del abanico pechipinto mide unos 19 cm de largo. Sus partes superiores son de color pardo grisáceo oscuro, con la cabeza negra, salvo unas largas listas superciliares y la garganta que son blancas. Tiene una cola en forma de abanico oscura, con los bordes blancos. Su pecho es negruzco con moteado blanco y su vientre es blanquecino.

## Comportamiento

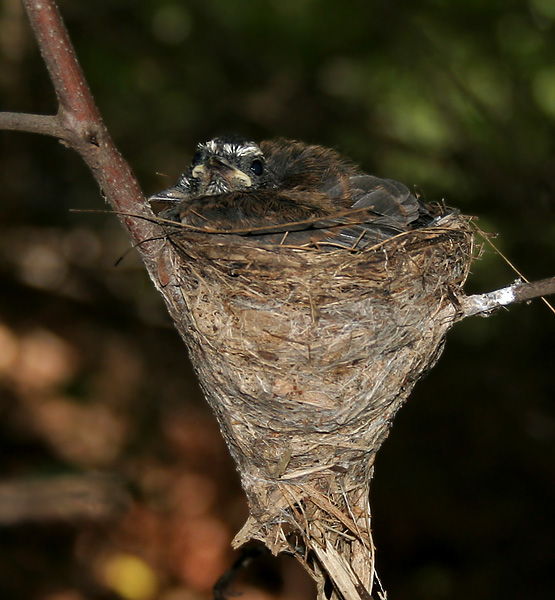
Nido con polluelos en Andhra Pradesh, India.

El abanico pechipinto es un pájaro insectívoro y con frecuencia se desplaza por el nivel bajo del bosque.
Suele poner tres huevos en un nido pequeño en la copa de los árboles.